# Armenia ai Giochi olimpici
L'Armenia ha partecipato per la prima volta ai Giochi olimpici nel 1994, e da allora ha partecipato a tutte le edizioni dei Giochi, sia estivi che invernali. I suoi atleti hanno vinto complessivamente 24 medaglie, tutte nelle edizioni estive. Le prime, un oro e un argento, furono conquistate da Armen Nazarjan nella lotta greco-romana ad Atlanta 1996.
Il Comitato Olimpico Nazionale Armeno, fondato nel 1990, venne riconosciuto dal Comitato Olimpico Internazionale nel 1993.

## Medaglieri

### Medaglie alle Olimpiadi estive
| Giochi              | Oro | Argento | Bronzo | Totale |
| ------------------- | --- | ------- | ------ | ------ |
| 1996 Atlanta        | 1   | 1       | 0      | 2      |
| 2000 Sydney         | 0   | 0       | 1      | 1      |
| 2004 Atene          | 0   | 0       | 0      | 0      |
| 2008 Pechino        | 0   | 0       | 6      | 6      |
| 2012 Londra         | 0   | 1       | 2      | 3      |
| 2016 Rio de Janeiro | 1   | 3       | 0      | 4      |
| 2020 Tokyo          | 0   | 2       | 2      | 4      |
| 2024 Parigi         | 0   | 3       | 1      | 4      |
| Totale              | 2   | 10      | 12     | 24     |

### Medaglie alle Olimpiadi invernali
| Giochi              | Oro | Argento | Bronzo | Totale |
| ------------------- | --- | ------- | ------ | ------ |
| 1994 Lillehammer    | 0   | 0       | 0      | 0      |
| 1998 Nagano         | 0   | 0       | 0      | 0      |
| 2002 Salt Lake City | 0   | 0       | 0      | 0      |
| 2006 Torino         | 0   | 0       | 0      | 0      |
| 2010 Vancouver      | 0   | 0       | 0      | 0      |
| 2014 Soči           | 0   | 0       | 0      | 0      |
| 2018 Pyeongchang    | 0   | 0       | 0      | 0      |
| 2022 Pechino        | 0   | 0       | 0      | 0      |
| Totale              | 0   | 0       | 0      | 0      |

## Medagliere per sport
| Giochi            | Oro | Argento | Bronzo | Totale |
| ----------------- | --- | ------- | ------ | ------ |
| Lotta             | 2   | 4       | 3      | 9      |
| Sollevamento pesi | 0   | 4       | 5      | 9      |
| Pugilato          | 0   | 1       | 3      | 4      |
| Ginnastica        | 0   | 1       | 1      | 2      |
| Totale            | 2   | 10      | 12     | 24     |

## Medagliati
| Medaglia | Atleta                | Edizione     | Sport             | Evento                                               |
| -------- | --------------------- | ------------ | ----------------- | ---------------------------------------------------- |
| Oro      | Armen Nazarian        | Atlanta 1996 | Lotta             | Lotta greco romana, categoria 52 kg maschili         |
| Argento  | Armen Mkertchian      | Atlanta 1996 | Lotta             | Lotta libera, categoria 48 kg maschili               |
| Bronzo   | Arsen Melikyan        | Sydney 2000  | Sollevamento pesi | Categoria 69 kg maschile                             |
| Bronzo   | Roman Amoyan          | Pechino 2008 | Lotta             | Lotta greco romana, categoria fino a 55 kg maschile  |
| Bronzo   | Tigran G. Martirosyan | Pechino 2008 | Sollevamento pesi | Categoria 69 kg maschile                             |
| Bronzo   | Gevorg Davtyan        | Pechino 2008 | Sollevamento pesi | Categoria 77 kg maschile                             |
| Bronzo   | Tigran V. Martirosyan | Pechino 2008 | Sollevamento pesi | Categoria 85 kg maschile                             |
| Bronzo   | Yuri Patrikeyev       | Pechino 2008 | Lotta             | Lotta greco romana, categoria fino a 120 kg maschile |
| Bronzo   | Hrachik Javakhyan     | Pechino 2008 | Pugilato          | Pesi leggeri                                         |